# Barleria usambarica
Barleria usambarica är en akantusväxtart som beskrevs av Gustav Lindau. Barleria usambarica ingår i släktet Barleria och familjen akantusväxter. Inga underarter finns listade i Catalogue of Life.